# Norbert Janzon
Norbert Janzon (* 21. Dezember 1950 in Berlin) ist ein ehemaliger deutscher Fußballspieler.

## Karriere

### Vereine
Aus der Jugend von Hertha BSC hervorgegangen, erhielt Janzon im Alter von 18 Jahren einen Profi-Vertrag beim Bundesligisten Hertha BSC, kam in zwei Spielzeiten allerdings nur am 30. September 1970 in der 1. Runde des Messepokals, (dem Vorläufer des UEFA-Pokals bzw. der Europa League) beim 4:1-Sieg im Heimspiel gegen den dänischen Erstligisten B 1901 Nykøbing, zum Einsatz.
Von 1971/72 bis 1972/73 spielte er für Wormatia Worms in der Regionalliga Südwest, belegte mit dem Verein den 7. und 4. Tabellenplatz und erzielte in 82 Spielen 48 Tore. Von 1974 bis 1976 war er beim Bundesligisten Kickers Offenbach unter Vertrag und gab sein Debüt am 24. August 1974 (1. Spieltag) in der bis heute denkwürdigen Begegnung, in der der FC Bayern München (mit sechs „frischgebackenen“ Weltmeistern) mit 6:0 sensationell hoch besiegt wurde, wozu er zwei Torvorlagen gab. Sein erstes Bundesligator war der 1:2-Anschlusstreffer bei der 1:4-Niederlage am 11. September 1974 (3. Spieltag) im Auswärtsspiel gegen Hertha BSC.
In der Saison 1976/77 spielte er für den Karlsruher SC seine effizienteste Saison, in der er 16 Tore in 34 Spielen erzielte. Bei seinen drei Doppeltorerfolgen, die ihm am 18. September 1976 (6. Spieltag), 29. Januar 1977 (20. Spieltag) und am 19. März 1977 (27. Spieltag) gelangen, verlor seine Mannschaft zweimal (2:3 in Essen, 2:7 in Dortmund) und spielte einmal unentschieden (3:3 in Braunschweig).
Mit der Saison 1977/78 begann für ihn die längste und erfolgreichste Spielzeit: Für den FC Bayern München spielte er am häufigsten, konnte an seine „alte“ Trefferquote anknüpfen und gewann zwei Meisterschaften. Nach vier Spielzeiten für die Bayern wechselte er 1981 zum gerade in die 2. Bundesliga abgestiegenen FC Schalke 04. Für den Verein, mit dem er 1982 den Aufstieg schaffte, bestritt er am 30. April 1983 (29. Spieltag) bei der 1:3-Niederlage im Auswärtsspiel gegen Bayer 04 Leverkusen auch sein letztes Spiel. Nach 200 Erstliga- (59 Tore), 37 Zweitliga- (13 Tore) und 82 Regionalligaspielen (48 Tore) endete für ihn die Fußballer-Karriere im bezahlten Fußball.
Von 1983 bis 1985 absolvierte er noch zwei Spielzeiten für den Amateurverein TSV Ampfing in der Bayernliga, bei dem er auch von März bis Juni 1989 das Traineramt innehatte. Mit dem FC Deisenhofen, den Amateuren der SpVgg Unterhaching und dem TSV 1860 Ebersberg folgten weitere Trainerstationen, bevor er von Oktober 1999 bis 2012 den DFB-Stützpunkt, „Sportschule Oberhaching“ leitete.

### Nationalmannschaft
Janzon bestritt sein einziges Länderspiel für die B-Nationalmannschaft, die am 25. April 1975 in Offenbach gegen die A-Nationalmannschaft Finnlands mit 6:0 gewann; in diesem Spiel wurde er für Ronald Worm eingewechselt.

## Erfolge
- Deutscher Meister 1980, 1981 (mit dem FC Bayern München)
- Zweitligameister 1982 (mit dem FC Schalke 04)
- Aufstieg in die Bundesliga 1982 (mit dem FC Schalke 04)